# タイラー・ヒルトン
タイラー・ヒルトン（Tyler Hilton、1983年11月22日 - ）は、アメリカ合衆国の俳優。

## 出演作品
- エクスタント
- チャーリー・バートレットの男子トイレ相談室
- One Tree Hill シーズン4（クリス・ケラー）
- One Tree Hill シーズン3（クリス・ケラー）
- ウォーク・ザ・ライン／君につづく道（エルヴィス・プレスリー）
- One Tree Hill シーズン2（クリス・ケラー）

## 参照
- ジョン・ウェイト